# 32483 Kumar
32483 Kumar este o planetă minoră (asteroid), cu un diametru de 8,164 km, din centura de asteroizi. A fost descoperită pe 19 septembrie 2000 la Stația Anderson Mesa de Lowell Observatory Near-Earth-Object Search. 
Obiectul prezintă o orbită caracterizată de o semiaxă mare de 3,0619617 UAi, o excentricitate de 0,08, o înclinație de 12,82892 ° în raport cu ecliptica.